# Grammonota electa
Grammonota electa là một loài nhện trong họ Linyphiidae.
Loài này thuộc chi Grammonota. Grammonota electa được Bishop & Crosby miêu tả năm 1933.